# Puente de Laguna Garzón
El Puente Laguna Garzón es un puente que cruza la Laguna Garzón en Uruguay, en el límite entre los departamentos de Maldonado y Rocha. El puente es reconocido principalmente por su inusual forma circular y fue diseñado por el arquitecto uruguayo Rafael Viñoly. Está diseñado en forma circular para forzar a los conductores a disminuir su velocidad, y permite el acceso de peatones a lo largo de la ruta circular de un solo sentido, incluidos los cruces peatonales que permiten el acceso de peatones a las aceras internas o externas del círculo.
Anteriormente, la Laguna Garzón fue servida por un pequeño ferry de 2 vehículos que requería luz del día y buen clima para operar. En diciembre de 2015, el puente reemplazó al transbordador, proporcionando un cruce para peatones y hasta aproximadamente 1000 vehículos por día.

## Construcción
La construcción del puente Laguna Garzón comenzó en septiembre de 2014 y finalizó en diciembre de 2015. Su construcción costó USS$ 10 millones, el 80 por ciento de los cuales fue proporcionado por el desarrollador inmobiliario argentino Eduardo Costantini. Para construir dicho puente se utilizaron 450 toneladas de acero, 500 metros cúbicos de hormigón y 40.000 metros de cables.

## Galería

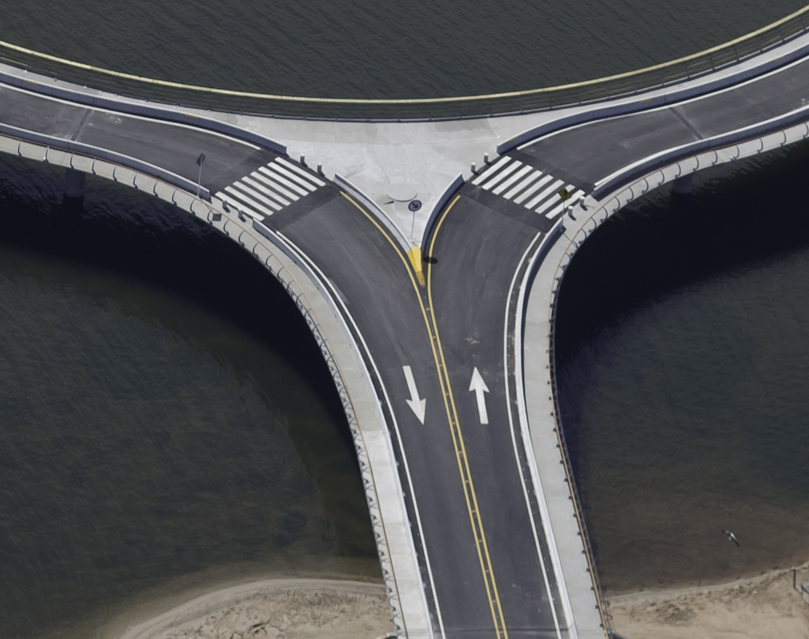
Detalle de pasos de peatones a aceras en círculo exterior e interior
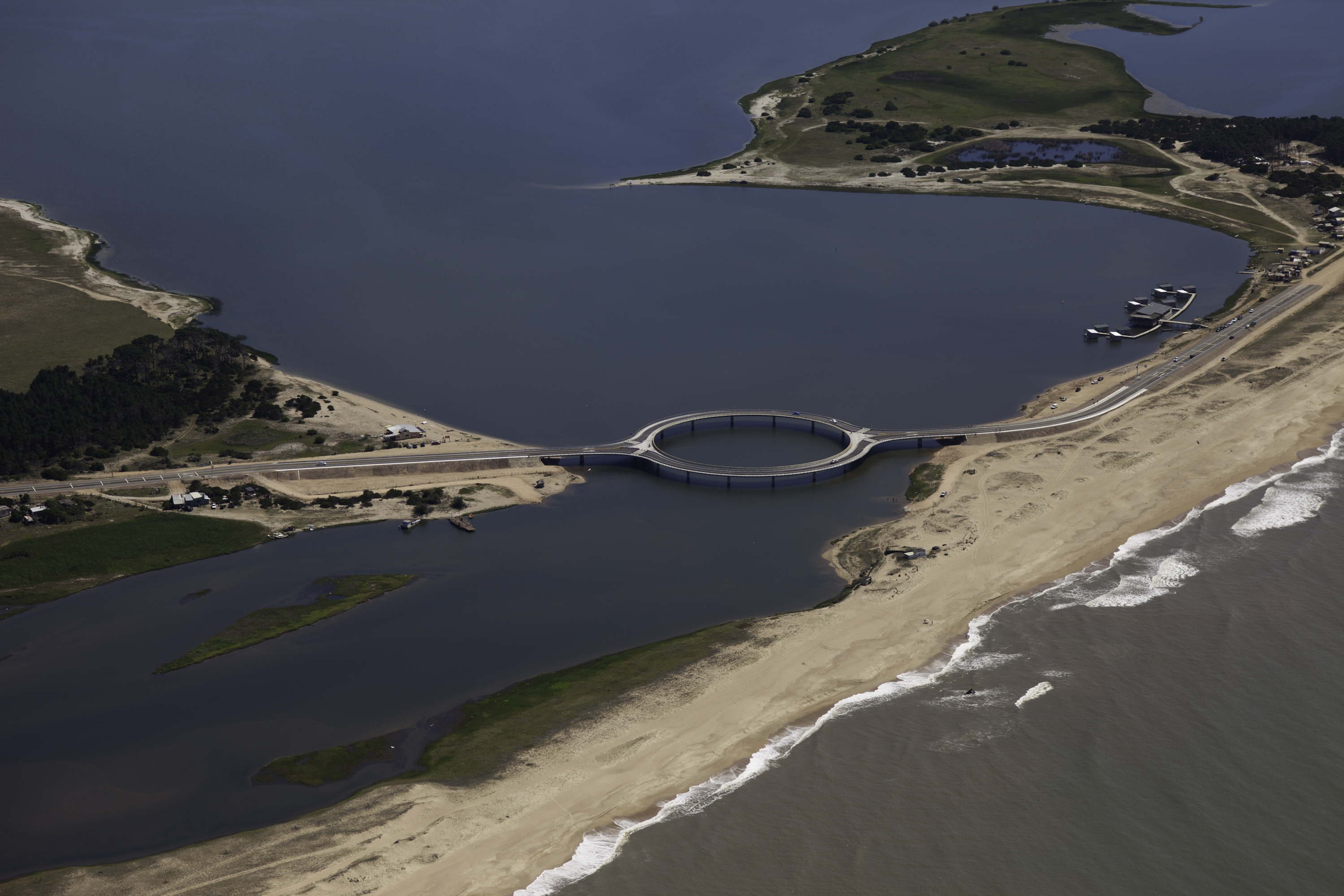
Posicionamiento de puente y accesos dentro de la Laguna Garzón
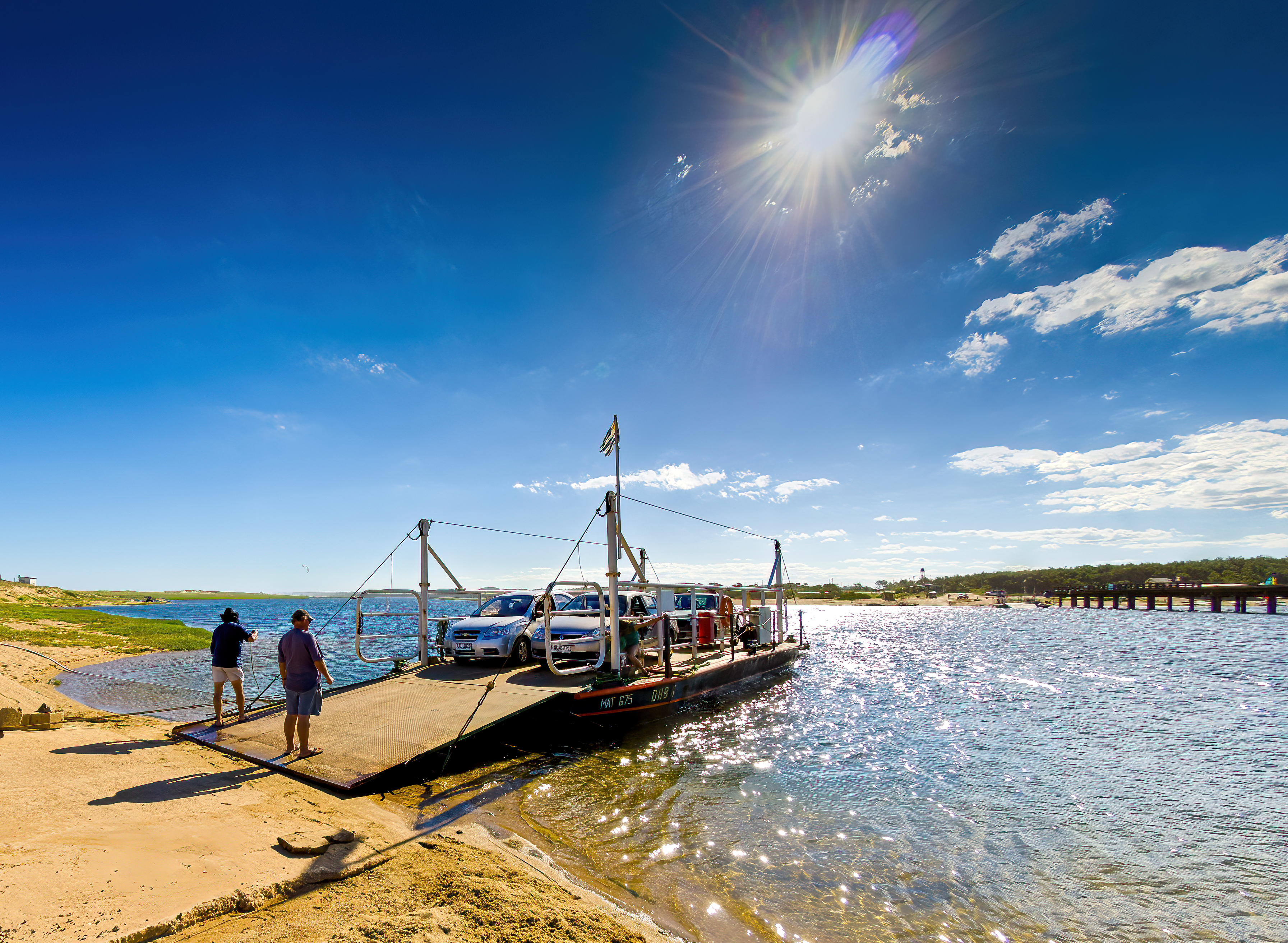
Balsa para cruzar la Laguna Garzón, antes de ser construido el puente.